# Гаджиев, Рамик Замик оглы
Ра́мик За́мик оглы Гаджи́ев (укр. Рамік Замік огли Гаджиєв; 14 августа 2005, Баку) — украинский футболист, полузащитник клуба «Металлист 1925».

## Клубная карьера
Родился в Баку, но в юном возрасте вместе с семьёй переехал в Украину. Футболом начал заниматься в Харькове, где по очереди выступал за ДЮСШ № 4, «Арена» и «Металлист 1925». После этого перешёл в «Мункач», где тренировался под руководством Ивана Физера. В сентябре 2022 года оказался в структуре «Днепра-1».
В украинской Премьер-лиге дебютировал 24 сентября 2023 года в победном (1:0) выездном поединке 8-го тура против луганской «Зари». Рамик вышел на поле на 79-й минуте вместо Валентина Рубчинского. Первым голом на профессиональном уровне отличился 6 мая 2024 года на 57-й минуте победного (1:0) домашнего поединка 27-го тура Премьер-лиги против криворожского «Кривбасса». Гаджиев вышел на поле в стартовом составе, а на 75-й минуте его заменил Максим Третьяков.

## Карьера в сборной
В марте 2024 года был вызван Дмитрием Михайленко в список игроков юношеской сборной Украины (U-19) для участия в матчах элит-раунда квалификации чемпионата Европы 2024, дебютировал 20 марта 2024 года в победном (2:0) матче 7-й группы квалификации против сборной Северной Македонии.
В конце апреля 2024 года в СМИ[каких?] появилась информация, что футбольная федерация Азербайджана планирует пригласить Гаджиева в сборную Азербайджана.